# L'Ombre et la Nuit
Pour plus de détails, voir Fiche technique et Distribution.
L'Ombre et la Nuit est un film français réalisé en 1977 par Jean-Louis Leconte et sorti en 1980.

## Fiche technique
- Titre : L'Ombre et la Nuit
- Réalisation : Jean-Louis Leconte
- Scénario : Jean-Louis Leconte
- Photographie : Henri Alekan
- Décors : Agostino Pace
- Son : Jean-Louis Richet, Henri Roux et Dominique Hennequin (mixage)
- Montage : Martine Kalfon et Annie Leconte
- Production : G.M.F. Productions
- Pays d'origine :  France
- Durée : 90 minutes
- Date de sortie : France - 27 février 1980

## Distribution
- Gilles Ségal : le prisonnier
- Katia Tchenko : l'infirmière
- Peter Bonke : l'infirmier
- Jacques Boudet : le psychanalyste
- Céline Guesdon : la petite fille
- Jean Bollery : premier gardien
- Jean Dautremay
- Jean-Pierre Kalfon (voix)